# Casimir de Bofarull i Miquel
Casimir de Bofarull i Miquel (Reus, 5 de març de 1749 - Maó, 1 de novembre de 1804) fou un militar català, fill de Josep de Bofarull i Gavaldà.
Va estudiar al Reial Seminari de Nobles de Cordelles a Barcelona. Els seus pares li van aconseguir l'any 1766 una capitania del Regiment de Voluntaris estrangers, després d'haver pagat 3.000 lliures a Juan Escofín, coronel del regiment. Com a militar es trobava present a Florida quan es va rendir Pensacola. El 1784 va ser nomenat sergent major del cos franc conegut com a Segon Lleuger de Catalunya, amb el que va resistir a la intervenció francesa. El 1793, per la Guerra Gran, es va crear a Reus una junta de sometent on estaven representats tots els estaments, i el mes de novembre el municipi va finançar homes per a la guerra, que sortí el juliol de 1794 sota les ordres de Casimir de Bofarull. El 1802 fou nomenat mariscal de camp. Va morir a Maó l'1 de novembre de 1804. Un germà seu, Francesc de Bofarull i Miquel, va ser síndic personer a Reus i va col·locar la primera pedra del Teatre de les Comèdies. Un altre germà, Josep de Bofarull i Miquel, va continuar l'activitat econòmica familiar.
S'ha de destacar el seu interès per l'ensenyament popular que es traduí en un projecte d'escola primària i en l'organització d'unes classes d'arts i oficis a El Puerto de Santa María, d'on era originària la seva dona Luisa de la Garda y la Saleta.
El 1763 va publicar a Barcelona El Mar de cristal delante el throno de Dios, un llibre de poesia religiosa.